# Chó Hoàng đế Trung Quốc
Chó Hoàng đế Trung Quốc (tiếng Anh:Chinese Imperial Dog) là một giống chó cảnh với khuôn mặt nhăn nheo, mõm ngắn và đuôi cong. Câu lạc bộ Chăm sóc Chó ban đầu phân loại giống thuộc phân giống Shih-tzu, trước khi công nhận Chó Hoàng đế Trung Quốc là một giống chó riêng biệt. Tên gọi khác của Chó Hoàng đế Trung Quốc bao gồm: Chó Hoàng đế Shih Tzu, Chó Sư tử, Chó Shih Tzu Nhỏ, Chó Shih Tzu, Chó Công chúa Shih Tzu, Chó Chén trà nhỏ Shih Tzu, Chó cảnh Shih Tzu.

## Tính cách
Mục đích của Chó Hoàng đế Trung Quốc là của vật nuôi cá nhân, gia đình và đóng vai trò là một giống chó bầu bạn, đồng hành. Chúng là những con chó nhỏ vui vẻ, hạnh phúc, vui tươi với một tính khí tình cảm và yêu thương, lý tưởng cho vai trò của chúng trong cuộc sống. Chúng là những chú chó nhỏ thông minh, hướng ngoại, đáng tin cậy và tràn đầy năng lượng, chúng có lúc sẽ ngồi yên lặng trên đùi miễn là nó được cho phép. Chó Hoàng đế Trung Quốc rất sôi nổi và hợp tác với tính cách khá độc lập. Biểu hiện trên khuôn mặt của chúng ngọt ngào, mắt rộng mắt và ngây thơ. Chúng là những con chó có kích thước nhỏ gọn, có xương và cơ bắp phù hợp với kích thước của chúng.

## Đặc điểm
Quốc gia bản địa: Trung Quốc
Thời gian tạo giống: Năm 700
Chức năng ban đầu: ủ chân cho Hoàng đế
Chức năng của hôm nay: Bầu bạn, đồng hành
Chiều cao: 9 inch hoặc thấp hơn
Trọng lượng: Ít hơn 9 pound